# Бразильська філа
Брази́льська фі́ла (порт. Fila Brasileiro, МФА: [ˈfi.ɫɐ bɾɐ.zi.ˈɫɐj.ɾu]), або бразилеєр —  велика робоча порода собак, виведена в Бразилії. Також — бразильський мастиф (англ. Brazilian Mastiff).

## Історія
Існує кілька версій появи породи філа.
Перша версія стверджує що філа з'явився в результаті схрещування мастифа, бладгаунда і бульдоґа. Від мастифа філа успадкував форму черепа і спини, від бладгаунда запозичив звисаючі складки шкіри, сумний погляд і гострий нюх, а від древньої породи бульдога йому дістався буйний темперамент і впертий характер.
Інша гіпотеза стверджує, що філа веде свій родовід від філа-терсейренсе (породи, названої за назвою острова Терсейра, що входить до складу Анзорскіх островів). Зі сходженням на бразильський престол короля Дона Жуана VI, до Бразилії почали завозити популярного в ті роки англійського мастифа. У силу випадкових схрещувань з'являється метис філи-терсейренсе і мастифа.
У 1938 році загальна пристрасть і любов до цієї породи об'єднала її шанувальників і поціновувачів у національний конгрес зі штаб-квартирою в Ріо-де-Жанейро. Всіх їх охоплюють пристрасть поліпшити породу. Зрештою в результаті схрещування кількох порід протягом декількох століть без втручання фахівців з'явилася нова порода. Перший еталонний зразок був відібраний з великого числа претендентів в 1946 році. Рівно через 30 років, в 1976 році, була виведена нова версія породи, більш «деталізована», але без специфічних особливостей, характерних для конкретної породи.

## Зовнішній вигляд
Філа —  порода типу молосів з великим кістяком і великою кількістю складок шкіри. Стандарт породи вимагає, щоб ріст псів був від 65 до 75 см в холці, а вага щонайменше 50 кг. Суки трохи менше — від 60 до 70 см в холці при вазі від 40 кг. 

## Шерсть
Шерсть філи гладка і коротка. Дозволені всі однотонні забарвлення, за винятком білого, мишачо-сірого, плямистого і крапчастого. Філа повністю тигрового забарвлення може мати як світлі, так і темні смуги. На морді може бути чорна маска, але не обов'язково. Білі відмітини, не перевершують ¼ площі поверхні шкіри, відповідно до стандарту МКФ, допустимі на лапах, грудях і кінчику хвоста, в інших місцях вони небажані. Останнім часом став допустимо чорне забарвлення.

## Темперамент
Філа - відмінний охоронець для заміського будинку. Він не приховує свою недовіру до сторонніх і навіть на виставках прояв агресії до судді не є приводом для дискваліфікації. У філа це закладено в генах, тому навіть бразильський стандарт породи радить суддям не доторкатися до собаки. З усім тим, стандарт МКФ дозволяє дискваліфікувати собаку за надмірну агресію, в основному, коли власник не достатньо контролює її в громадських місцях. Філа відомий своєю відданістю родині та друзям, але ця порода не для кожного. Для філи необхідна впевнена, досвідчена людина, що володіє здоровим глуздом і має поняття про властиві породі якості. Філа погано вписується в будинок, в якому буває занадто багато гостей, оскільки вони погано ставляться до сторонніх. Це справжній охоронний собака. Філа міцно прив'язані до господаря та членів його сім'ї і виявляють до них виняткову покірність і прагнення захищати. Можна сказати, що вони живуть для захисту тих, кого люблять, включаючи дітей і домашніх тварин. Вони дуже рідко довіряють стороннім, а більшість філа сторонніх абсолютно не переносять. Попри це, філа часто розглядається як відмінна порода для всієї родини.

## Юридичний статус
У Великій Британії, Ізраїлі та Норвегії  забороняється володіння філою без спеціального рішення суду. У деяких штатах Австралії володіння філою заборонено або обмежено, також заборонений імпорт. У Новій Зеландії філи автоматично класифікуються як небезпечні собаки, що має на увазі заборону імпорту та кастрацію псів.